# Годзишув (гмина)
Годзишув (пол. Godziszów) — сельская гмина (волость) в Польше, входит как административная единица в Яновский повет, Люблинское воеводство. Население — 6363 человека (на 2004 год).

## Сельские округа
1. Анджеюв
2. Годзишув
3. Кавенчин
4. Пилатка
5. Ратай-Ордынацки
6. Вулька-Ратайска
7. Здзиловице
8. Нова-Осада
9. Ратай-Подуховны

## Соседние гмины
1. Гмина Батож
2. Гмина Хшанув
3. Гмина Дзволя
4. Гмина Янув-Любельски
5. Гмина Модлибожице
6. Гмина Закшев